# أكسل توبان
أكسل توبان (بالفرنسية: Axel Toupane) مواليد 23 يوليو 1992 في ميلوز، هو لاعب كرة سلة فرنسي بدأ مسيرته الاحترافية في سنة 2011 يلعب مع فريق دنفر ناغتس في الرابطة الوطنية لكرة السلة ويحمل الرقم 6. يبلغ طوله 6 قدم 6 بوصة (2.0 م).

## فرق لعب لها
- ستراسبورغ أي جي
- دنفر ناغتس

## إحصائيات المسيرة

### الموسم الاعتيادي
| السنة   | الفريق     | لعب | بدأ | دقيقة | ميداني% | ثلاثية | حرة  | ارتداد | صنع | استلاب | تصدي | نقطة |
| ------- | ---------- | --- | --- | ----- | ------- | ------ | ---- | ------ | --- | ------ | ---- | ---- |
| 2015–16 | دنفر ناغتس | 21  | 0   | 14.5  | .357    | .325   | .765 | 1.5    | .7  | .3     | .3   | 3.6  |
| المسيرة | المسيرة    | 21  | 0   | 14.5  | .357    | .325   | .765 | 1.5    | .7  | .3     | .3   | 3.6  |

## روابط خارجية
- أكسل توبان على موقع الاتحاد الدولي لكرة السلة (الإنجليزية)
- أكسل توبان على موقع الدوري الأوروبي لكرة السلة (الإنجليزية)
- أكسل توبان على موقع إن بي أي (الإنجليزية)
- أكسل توبان على موقع fiba3x3.com (الإنجليزية)
- أكسل توبان على موقع سبورتس رفرنس (الإنجليزية)
- أكسل توبان على موقع الدوري الإسباني لكرة السلة (الإسبانية)
- أكسل توبان على موقع كرة السلة الأوروبية.كوم (الإنجليزية)
- أكسل توبان على موقع إي إس بي إن.كوم (الإنجليزية)
- أكسل توبان على موقع ريلجم (الإنجليزية)
- أكسل توبان على موقع بروبوليرز (الإنجليزية)